# 대왕박각시
대왕박각시(학명: Langia zenzeroides)는 박각시과의 나방이다. 학명은 1872년에 명명되었다. 인도 북부, 중국 대륙 남부, 한반도, 태국 북부, 베트남 북부, 일본과 대만 등지에 널리 서식한다.
날개 너비가 10 cm ~ 15.6 cm에 이르는 큰 나방으로, 박각시과뿐 아니라 모든 나방들 중에서도 큰 종에 속한다. 전체적으로 회색에 검은 무늬가 나 있으며, 날개 가장자리는 톱날 모양으로 생겨 날개를 접으면 마치 스텔스 전투기처럼 생겼다. 유충은 앵두, 사과, 배, 모과 등 장미과 과수들을 갉아먹고 산다.

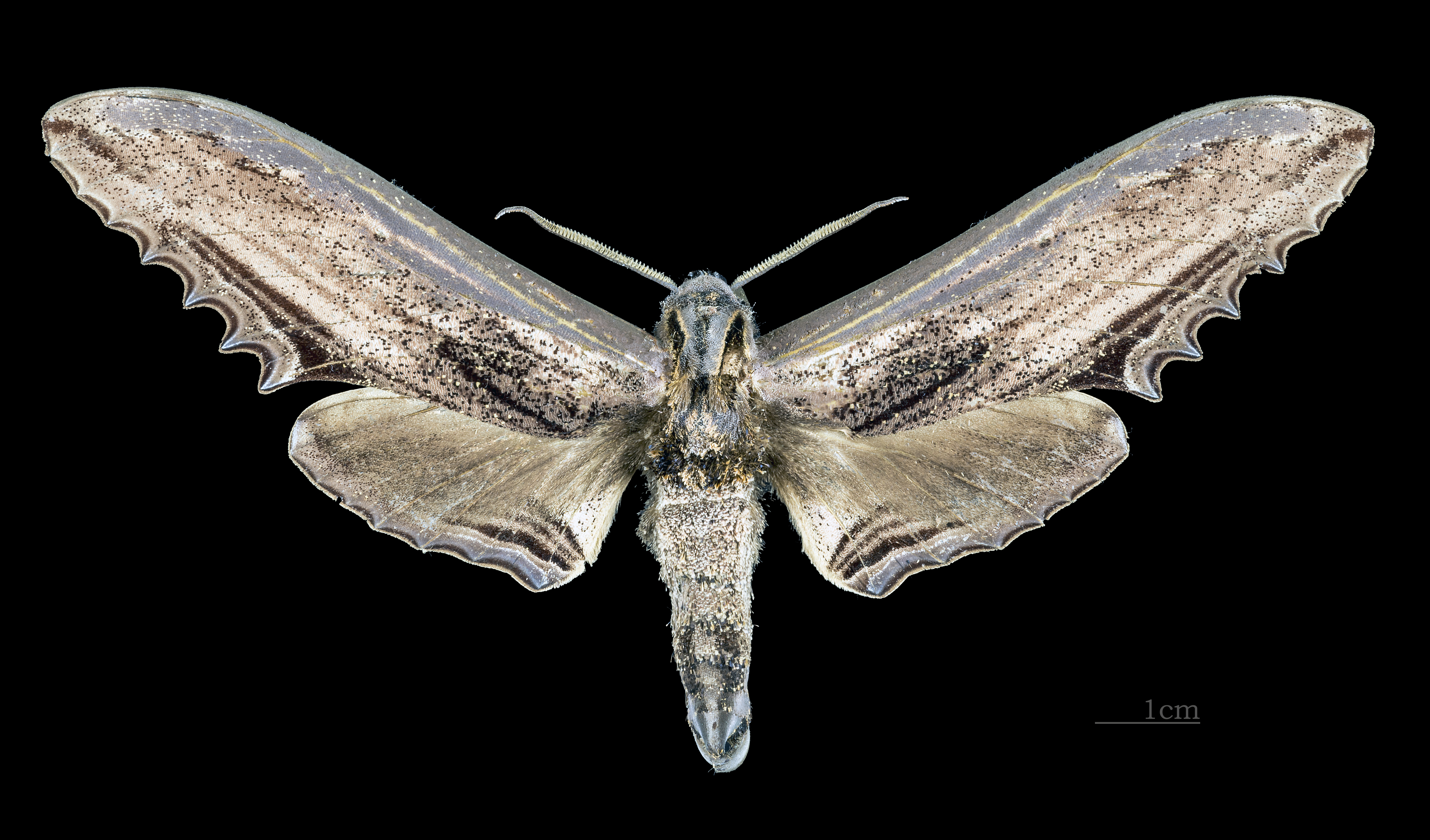
Langia zenzeroides zenzeroides ♂
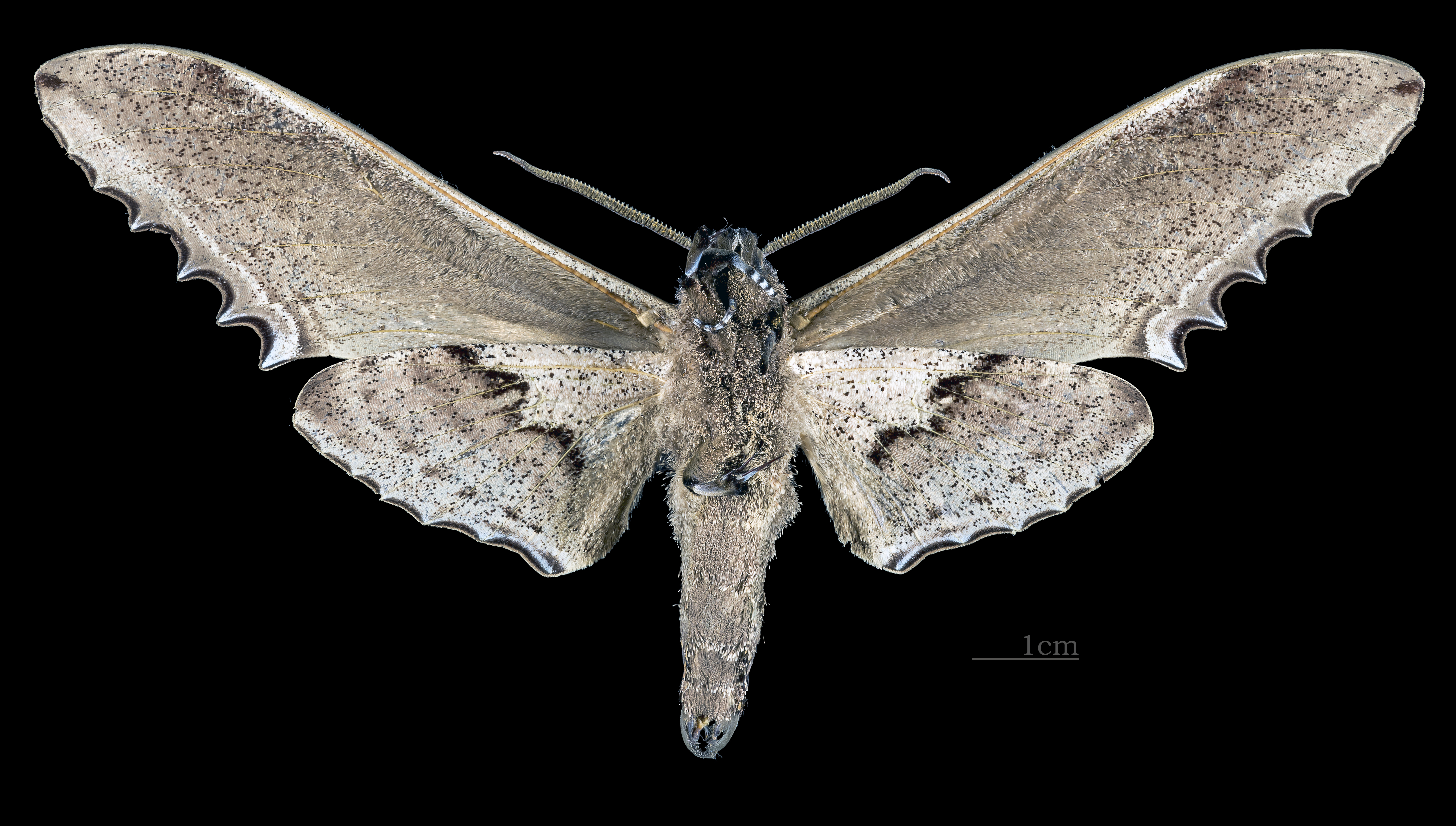
Langia zenzeroides zenzeroides ♂ △
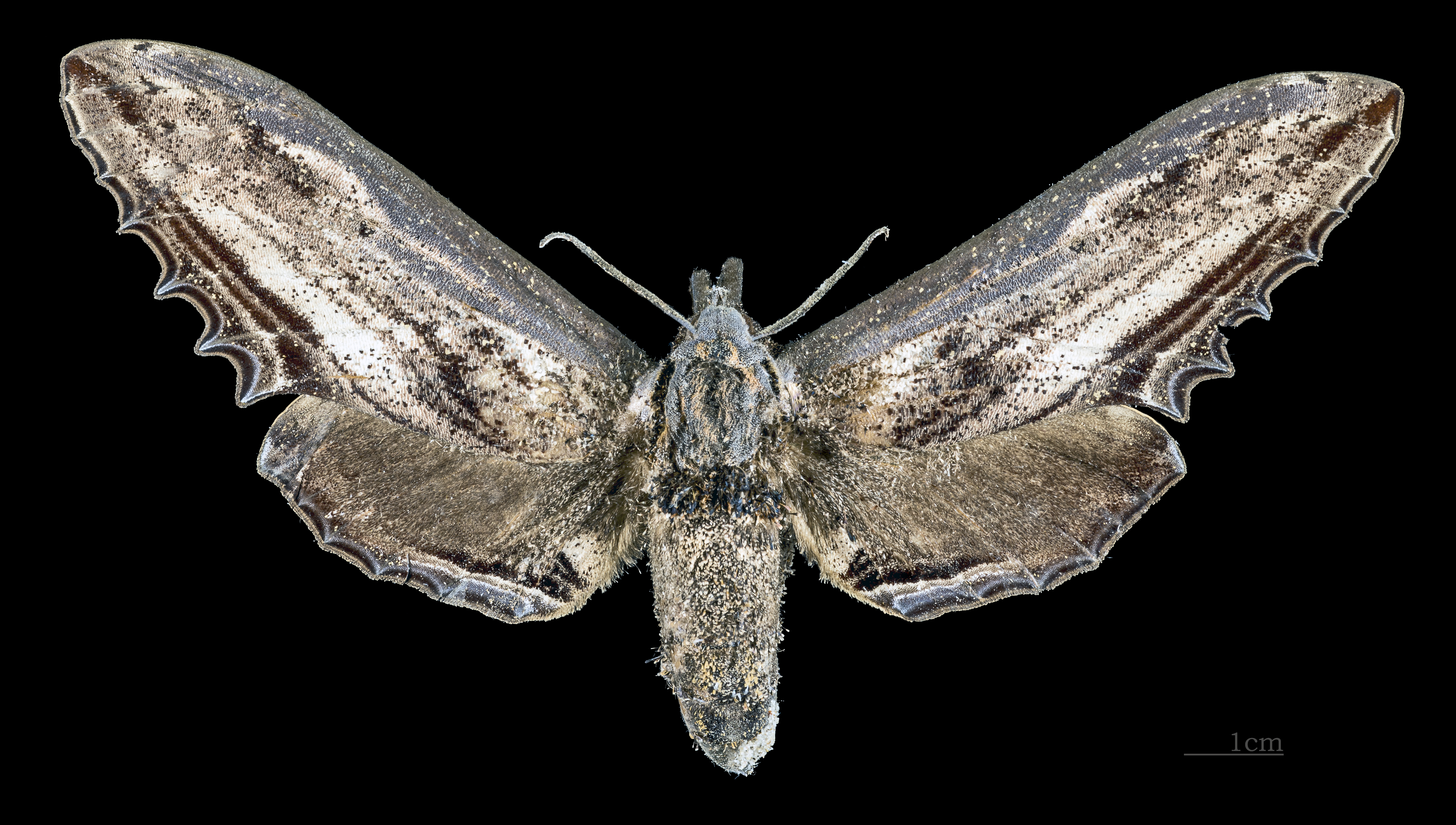
Langia zenzeroides zenzeroides ♀
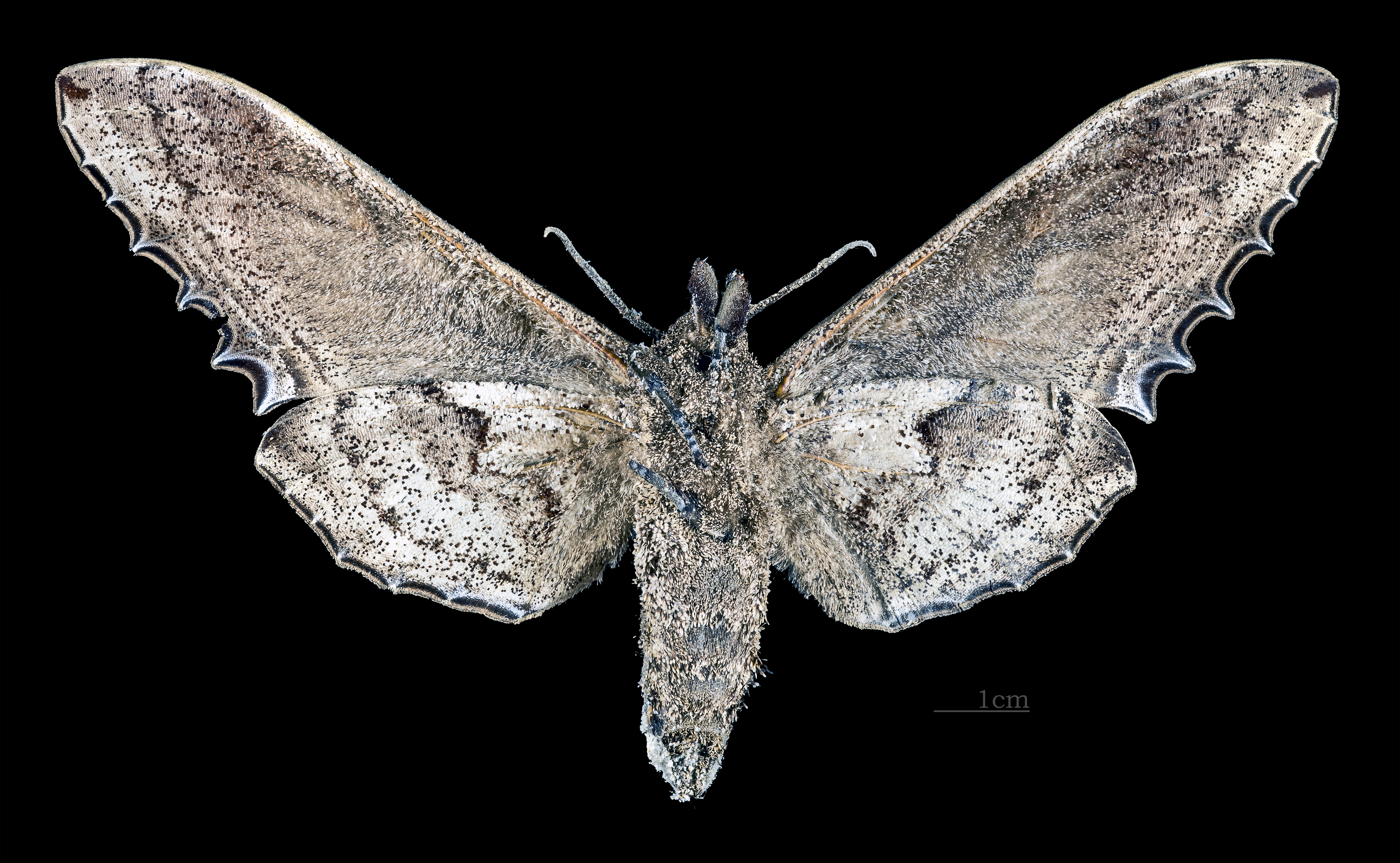
Langia zenzeroides zenzeroides ♀ △

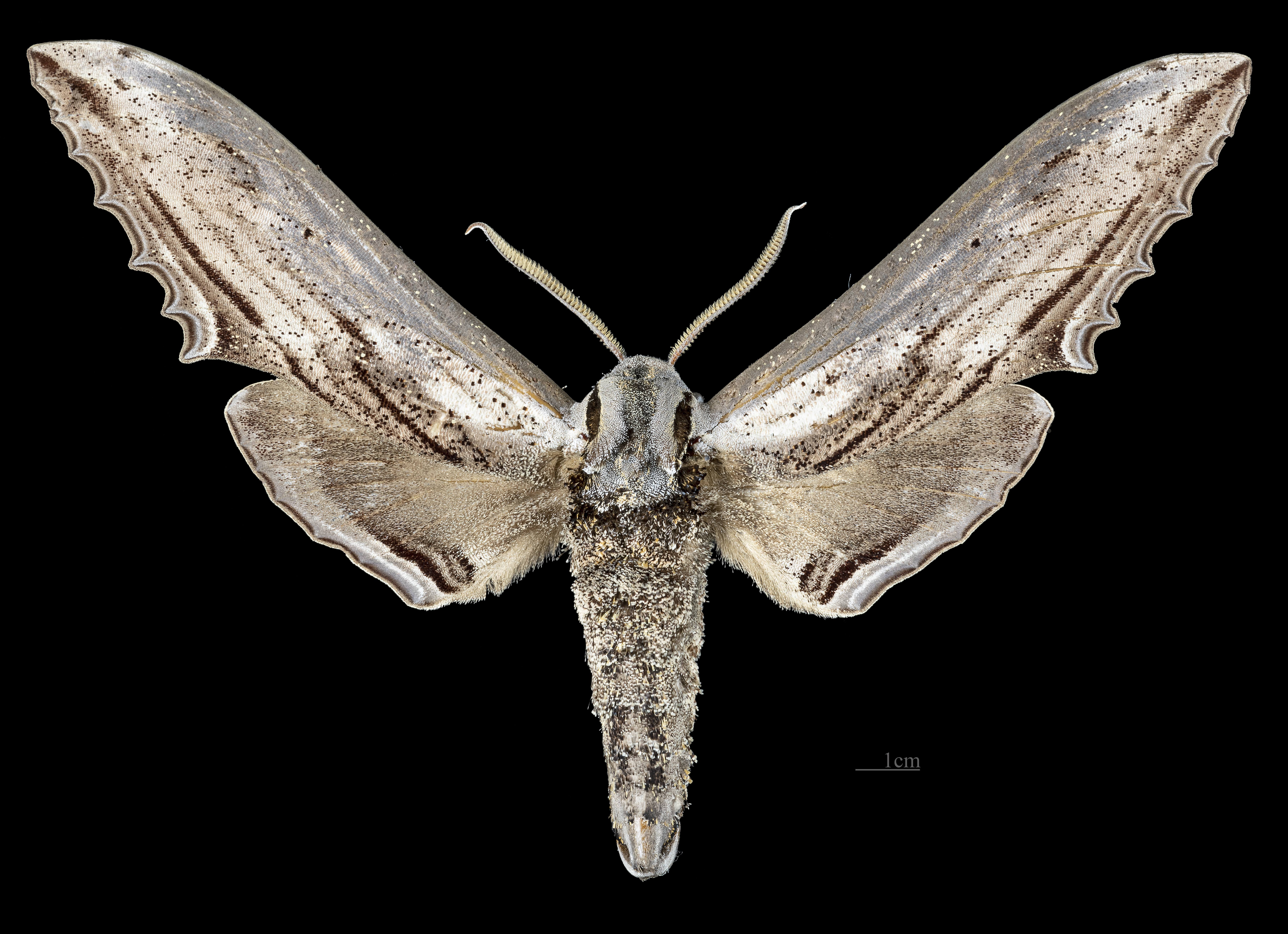
Langia zenzeroides formosana ♂
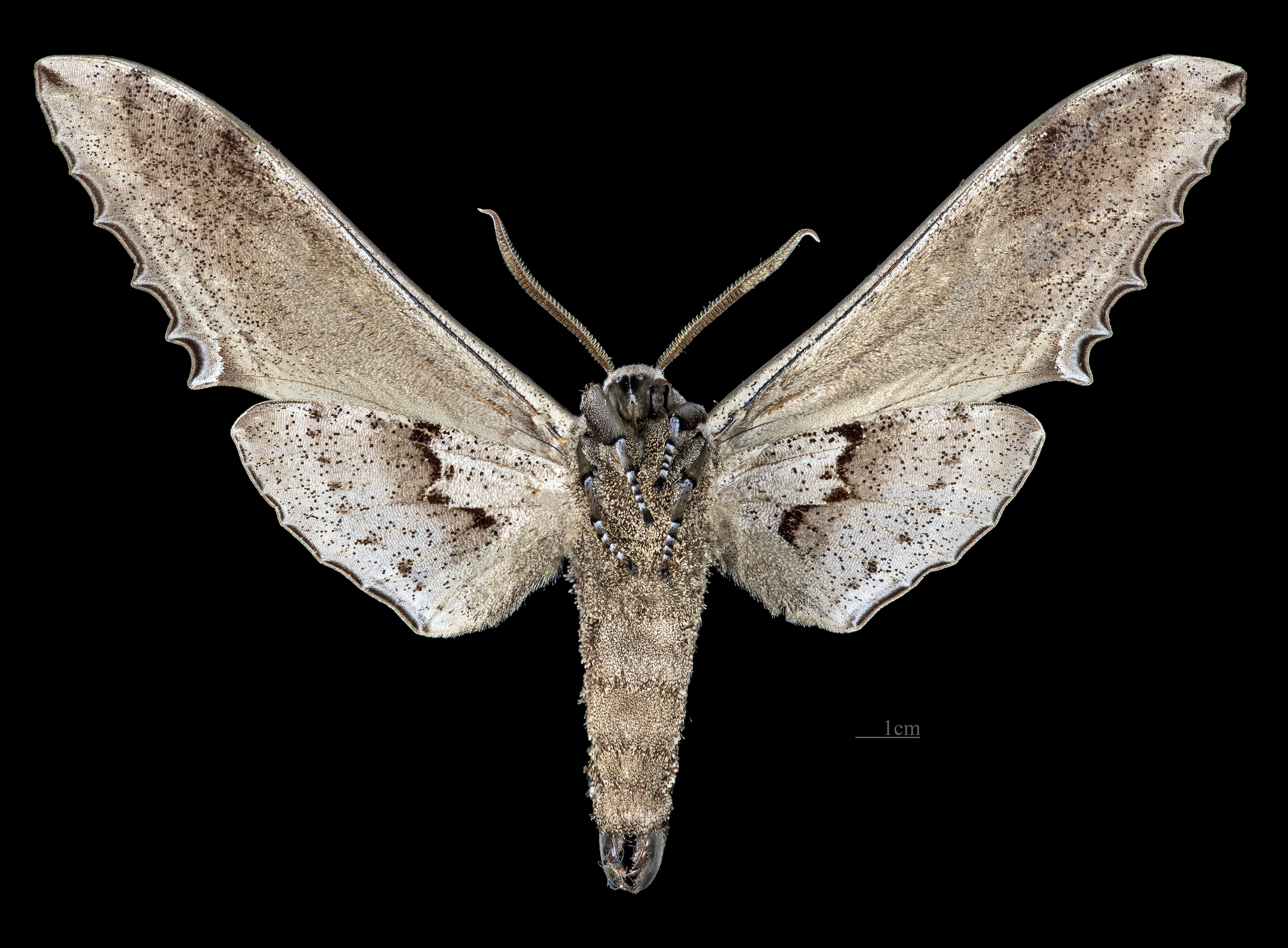
Langia zenzeroides formosana ♂ △
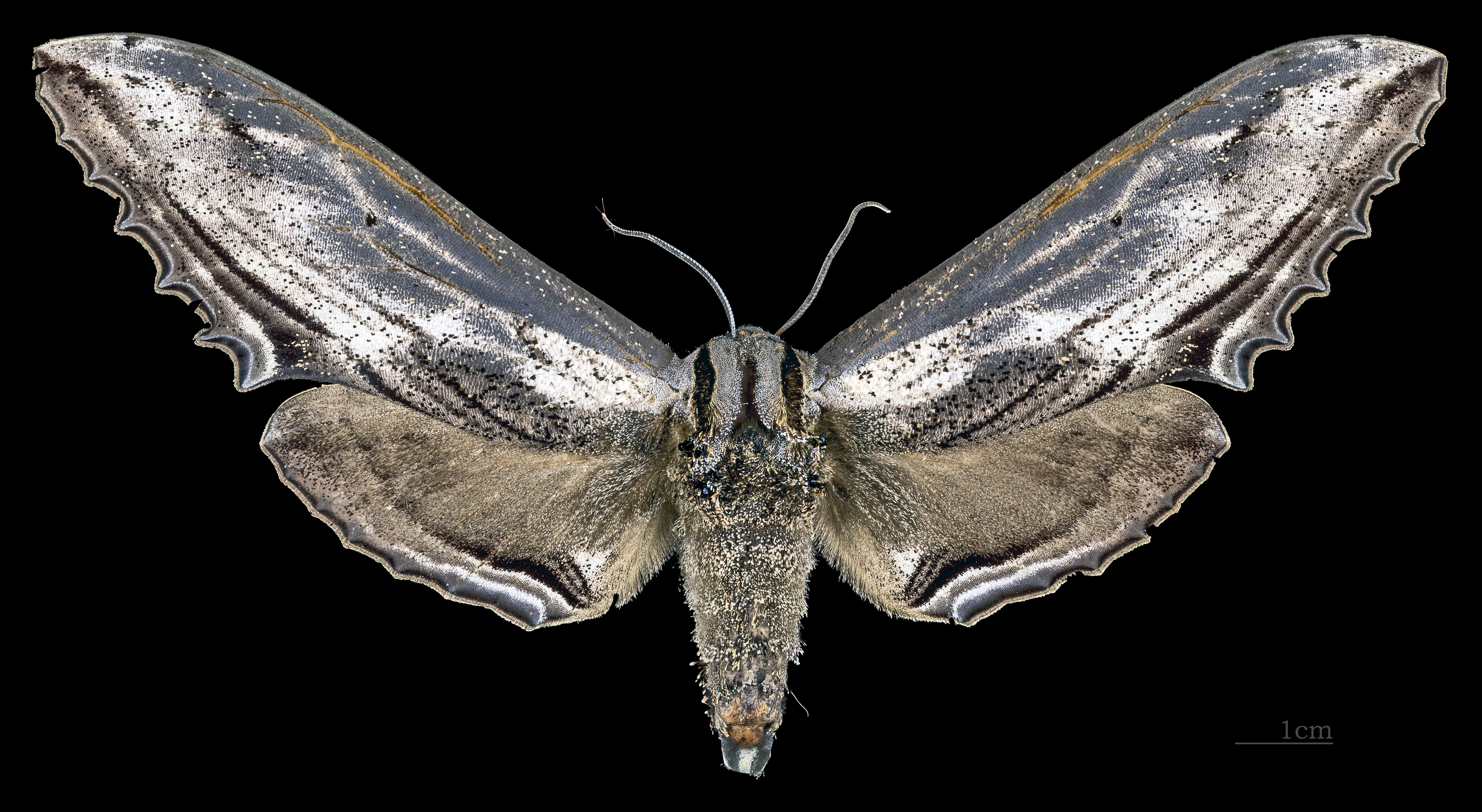
Langia zenzeroides formosana ♀
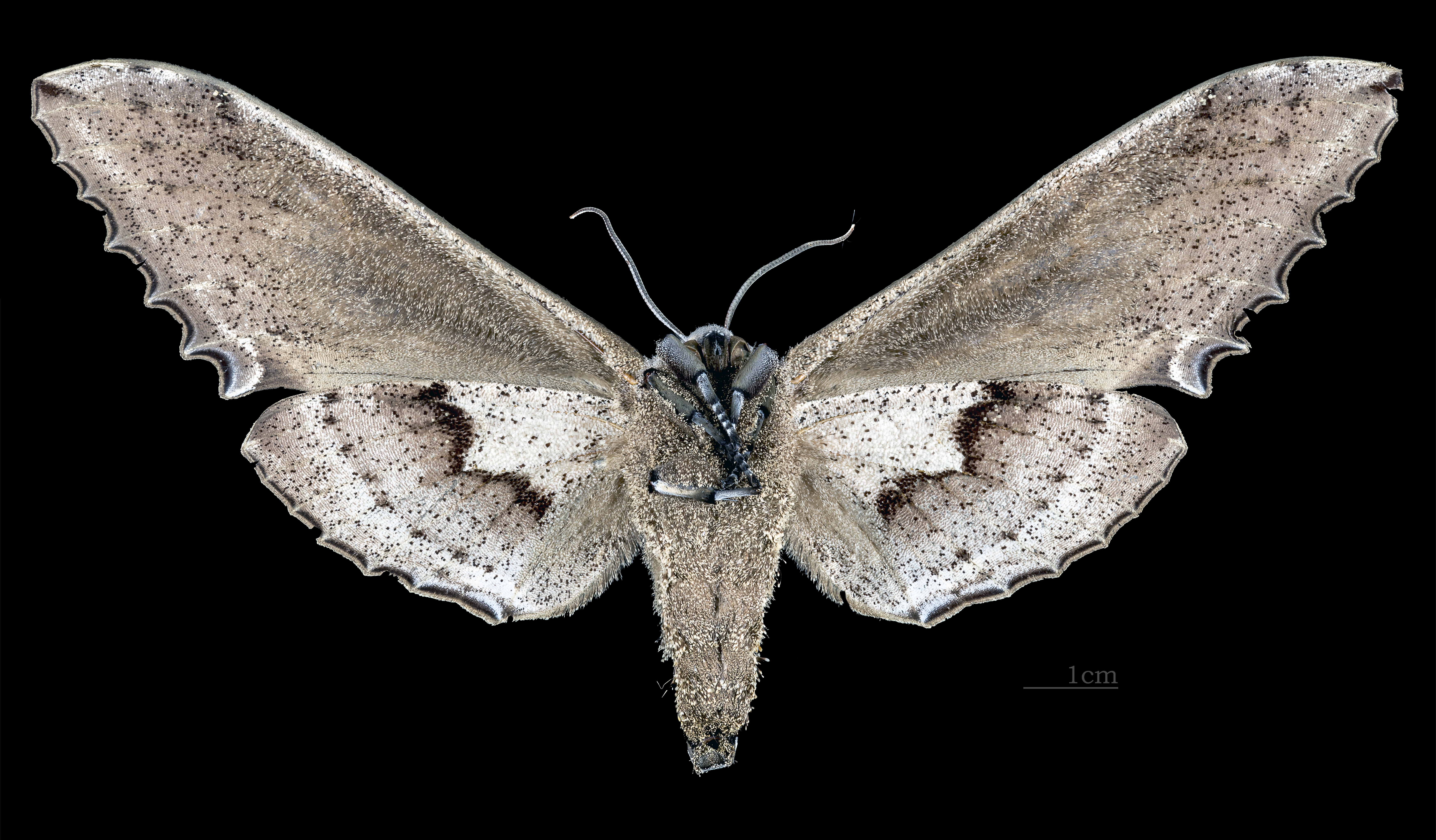
Langia zenzeroides formosana ♀ △

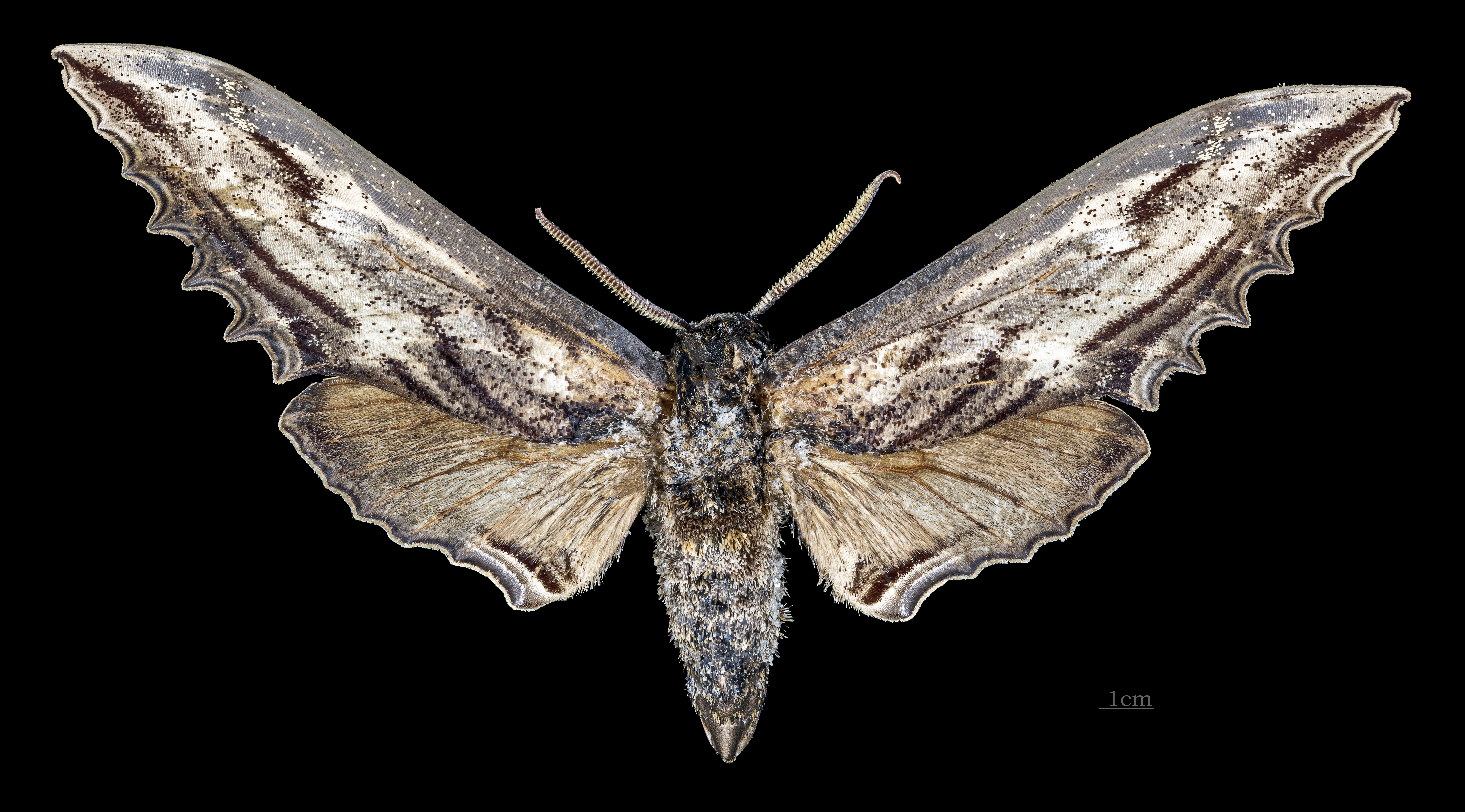
Langia zenzeroides nawai ♂
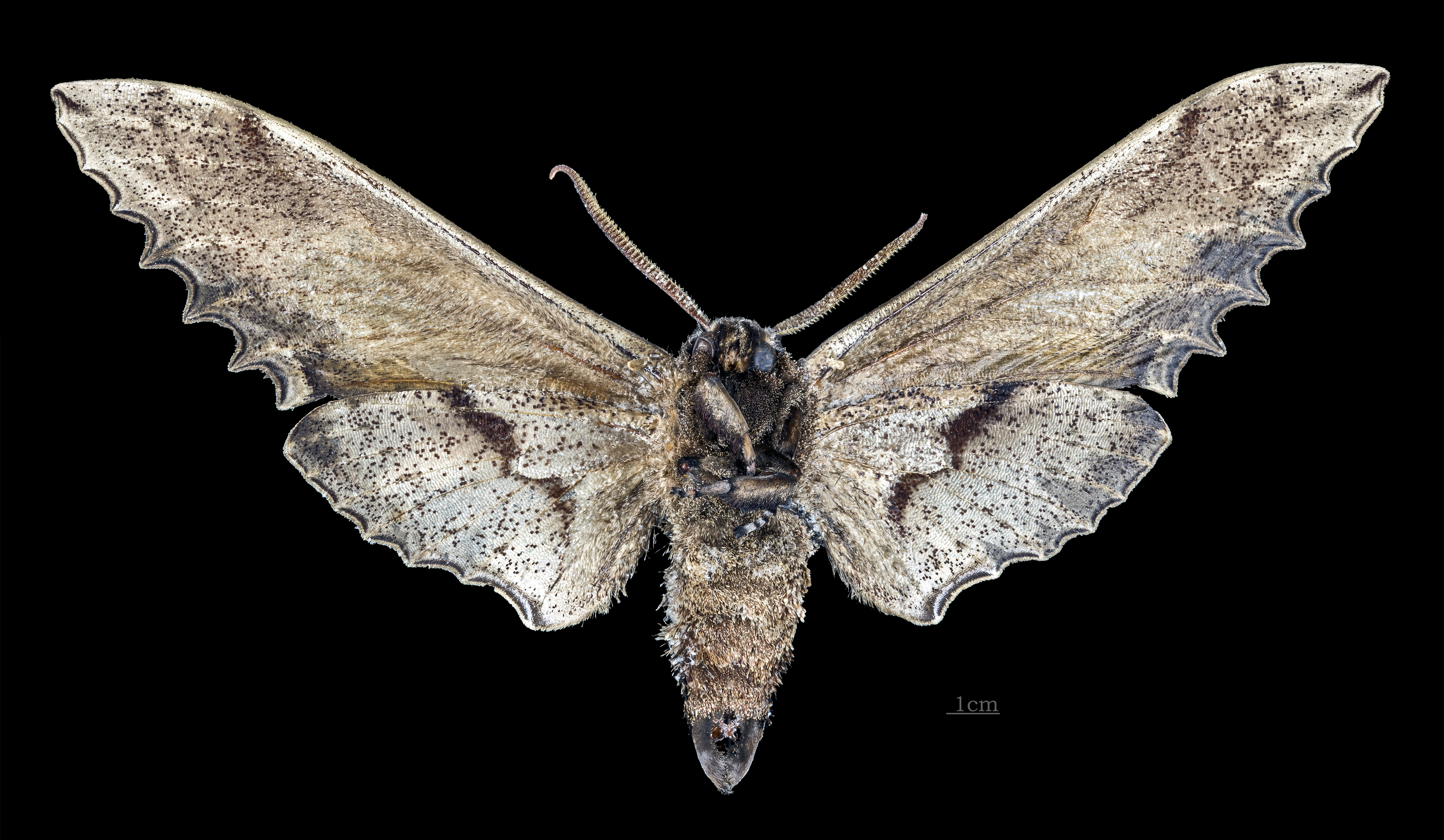
Langia zenzeroides nawai ♂ △
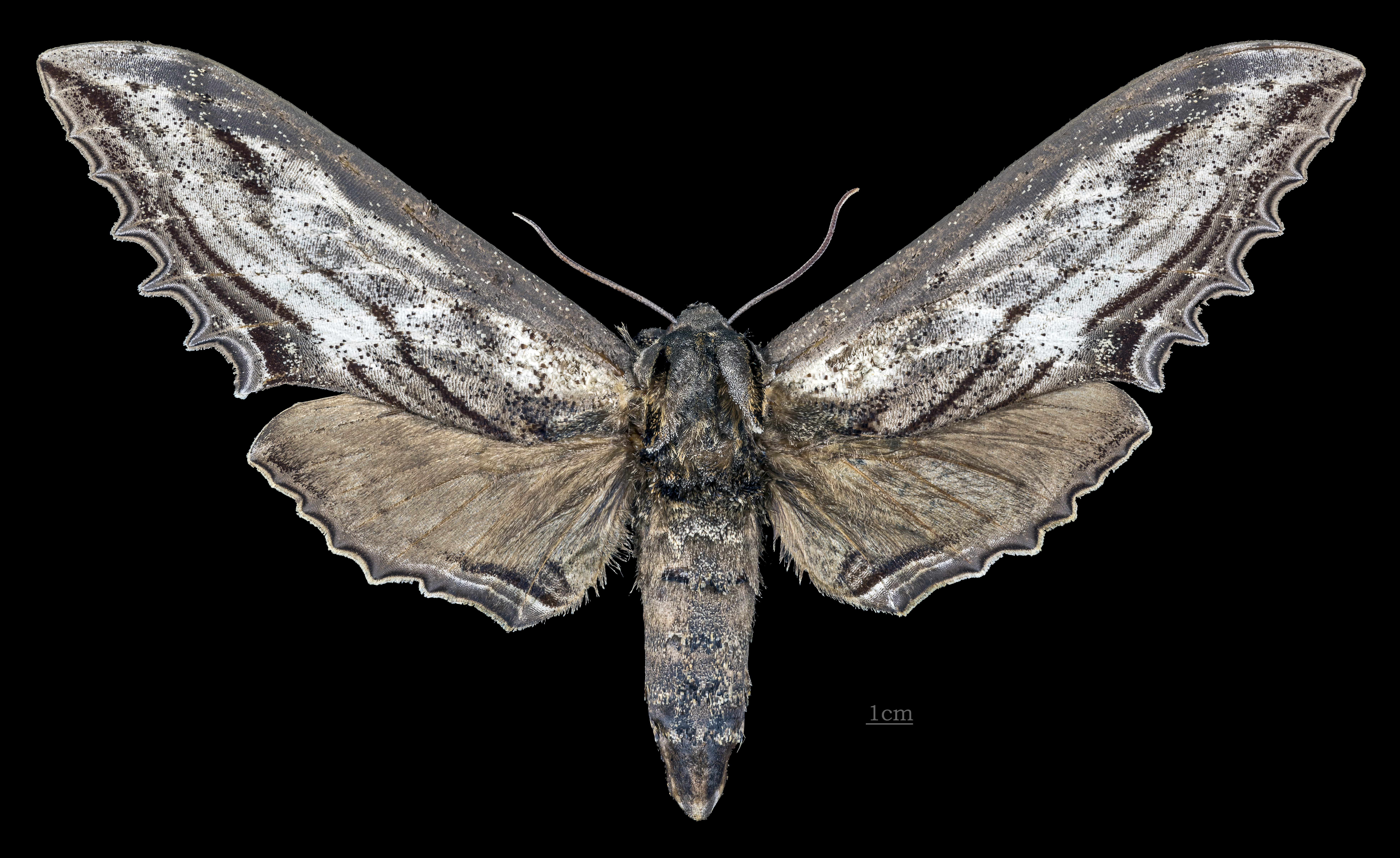
Langia zenzeroides nawai ♀
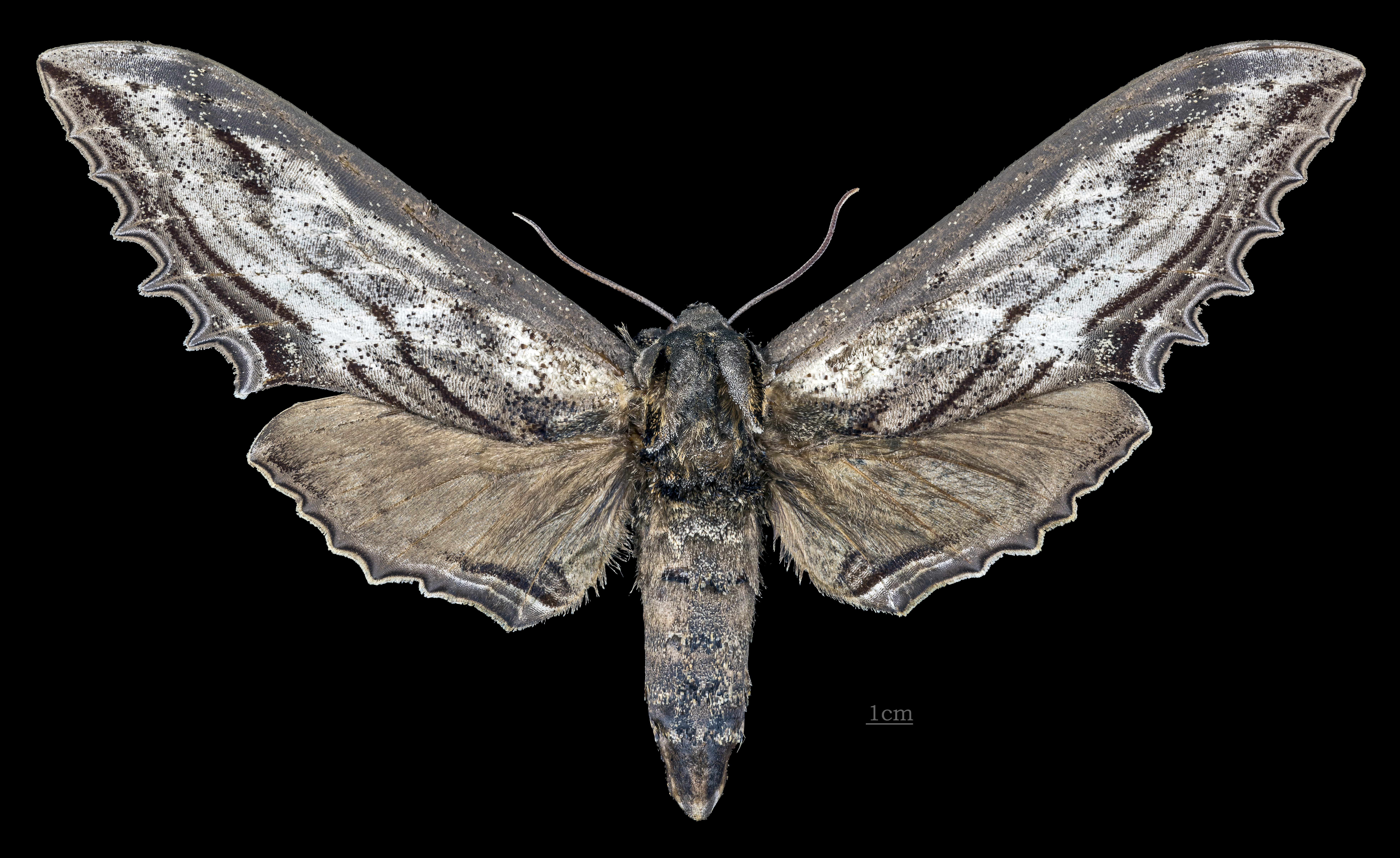
Langia zenzeroides nawai ♀ △